# Балдовалиев, Зоран
Зоран Балдовалиев (макед. Зоран Балдовалиев; 4 марта 1983, Струмица) — северомакедонский и болгарский футболист, нападающий. Выступал за сборную Республики Македонии.

## Биография
Воспитанник клуба «Беласица» (Струмица), в нём же начал взрослую карьеру в 2001 году. Двукратный серебряный призёр чемпионата Республики Македонии (2001/02, 2002/03). В сезоне 2002/03 забил 21 гол и занял второе место в споре снайперов, уступив только Любише Савичу (25).
В 2003 году перешёл в словенский клуб «Публикум» (Целе), где провёл два сезона. В сезоне 2004/05 стал вице-чемпионом и обладателем Кубка Словении. Осенью 2005 года играл за азербайджанский клуб «МКТ-Араз» (Имишли). В 2006 году выступал за «Вентспилс», сыграл 5 матчей за основную команду и стал чемпионом Латвии. В составе «Вентспилса-2» забил 23 гола в первой лиге и занял второе место в споре бомбардиров.
В начале 2007 года перешёл в болгарский клуб «Локомотив» (Пловдив) и за полсезона забил 11 голов в чемпионате Болгарии. Летом 2007 года перешёл в «Локомотив» из Софии, где провёл два с половиной сезона и в сезоне 2007/08 стал бронзовым призёром чемпионата. Трижды подряд входил в топ-10 лучших бомбардиров болгарской лиги, а в сезоне 2007/08 с 12 голами занял четвёртое место. В одном из матчей, против «Берое Стара Загора», сделал хет-трик за 11 минут (с 34 по 45-ю), установив национальный рекорд скорости.
В начале 2010 года перешёл в израильский клуб «Ирони» (Кирьят-Шмона), с которым вышел из первого дивизиона в высший. Затем играл за киприотский «Эносис» и саудовские «Наджран» и «Аль-Кадисия».
В сезоне 2012/13 с северомакедонским клубом «Горизонт» (Турново) стал бронзовым призёром чемпионата страны и занял четвёртое место в споре бомбардиров (16 голов). Затем перешёл в греческую «Керкиру», с которой победил во втором дивизионе Греции. После этого играл во вторых дивизионах Швейцарии и Греции за «Кьяссо», «Олимпиакос» (Волос) и снова за «Керкиру», а также возвращался в пловдивский «Локомотив», игравший в высшей лиге Болгарии.
В 2016 году присоединился к клубу из своего родного города «Академия Пандев» и с ним в сезоне 2016/17 одержал победу во втором дивизионе Северной Македонии. В сезоне 2017/18 занял третье место среди бомбардиров высшего дивизиона (14 голов). В 2018 году на время вернулся в свой первый клуб «Беласица», затем играл в низших лигах Греции и Северной Македонии.
В национальной сборной Республики Македонии дебютировал 9 февраля 2003 года в товарищеском матче против Хорватии. Всего в 2003—2007 годах сыграл 4 матча за сборную (все товарищеские), забил один гол — 12 ноября 2005 года в ворота Лихтенштейна.
В 2007 году получил второе болгарское гражданство, тем самым стал гражданином Европейского союза.